# Khalid al Arabiei Saudite

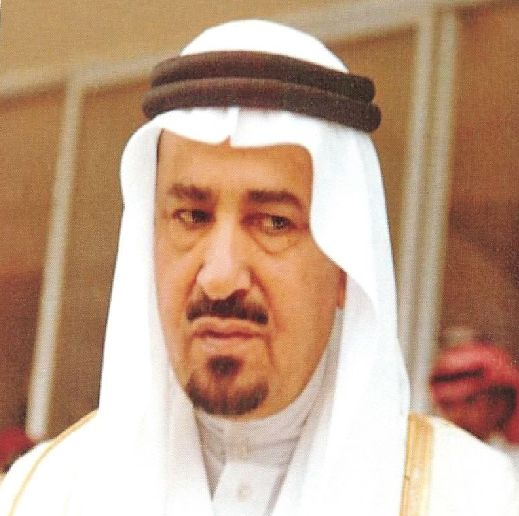
Regele Khalid al Arabiei Sudite

Khalid bin Abdulaziz Al Saudsau Khaled (în arabă خالد بن عبد العزيز آل سعود, transliterat: Khālid ibn ‘Abd al ‘Azīz Āl Su‘ūd‎; n. 13 februarie 1911, Riad, Arabia Saudită – d. 13 iunie 1982, Riad, Arabia Saudită) a fost rege al Arabiei Saudite în perioada 1975-1982. I-a succedat regelui Faisal din momentul asasinării acestuia și a fost al patrulea conducător al regatului.
Domnia sa a constituit o perioadă de dezvoltare netă a țării datorită creșterii veniturilor din exploatarea petrolului și a unor evenimente însemnate în Orientul Mijlociu.